# Pietro Ramo
Pierre de la Ramée (in latino Petrus Ramus, italianizzato in Pietro Ramo; Cuts, 1515 – Parigi, 24 agosto 1572) è stato un filosofo francese, antiaristotelico e calvinista, ucciso durante la "notte di san Bartolomeo".

## Biografia

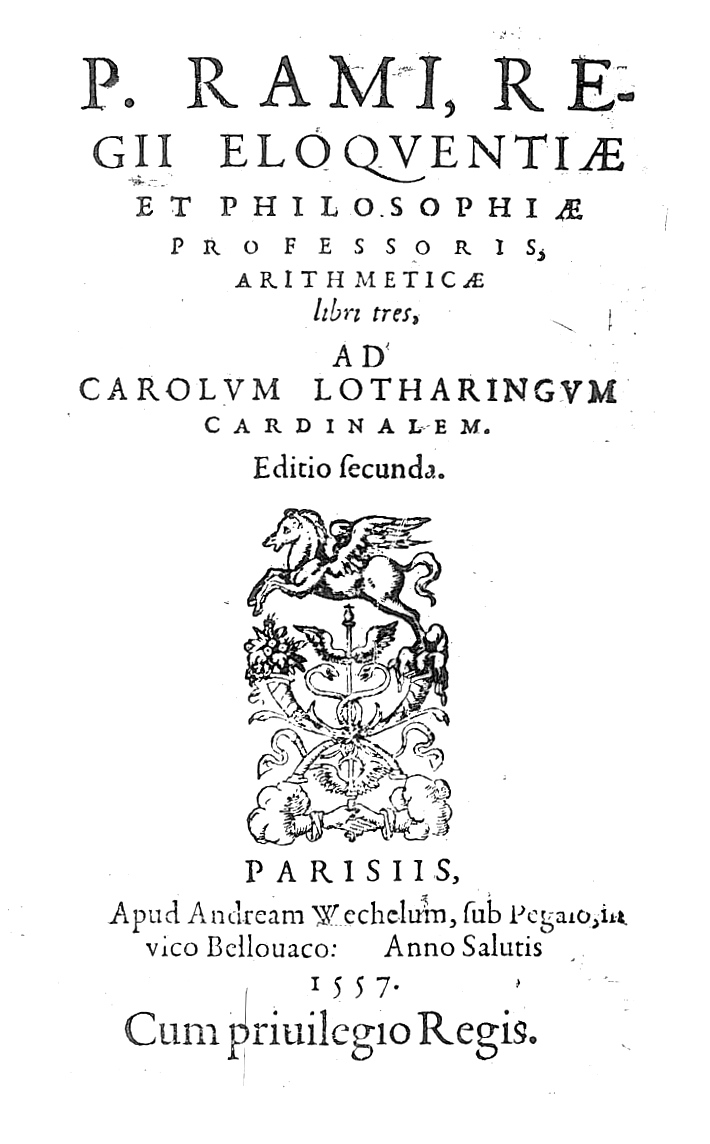
Arithmeticae libri tres, 1557

Proveniente da una famiglia povera, a prezzo di grandi sacrifici, ottenne al Collegio di Navarra di Parigi, il titolo di Magister artium nel 1536 con la dissertazione Quaecumque ab Aristotele dicta essent commentitia esse (Essere falsa qualunque cosa detta da Aristotele), che provoca reazioni ostili nell'ambiente accademico parigino, allora tradizionalmente aristotelico.

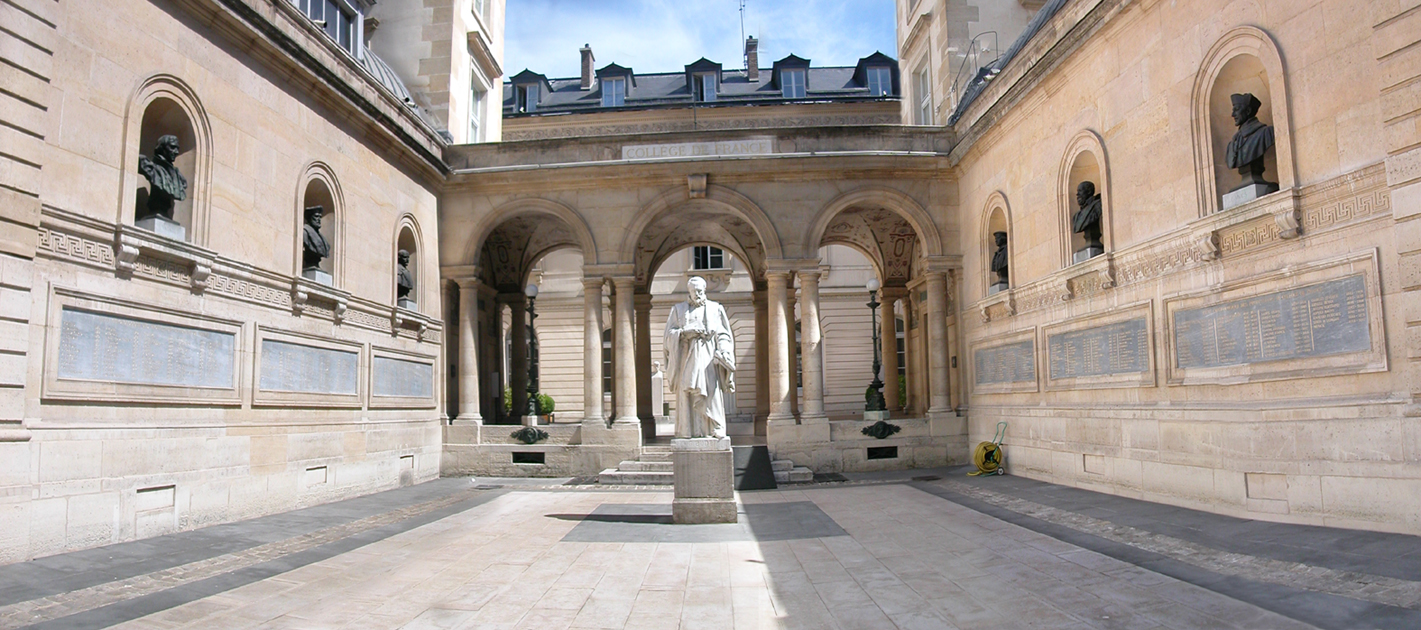
Il Collegio di Francia

Pubblicate nel 1543 a Parigi, anche le Aristotelicae animadversiones e le Dialecticae partitiones sive institutiones ad illustrissimam Lutetiae Parisiorum Academiam – quest'ultima, la sua opera più importante, fu ristampata a Lione nel 1553 con il titolo di Institutionum dialecticarum libri tres - provocando l'indignazione dei professori, tanto che lo stesso Francesco I gli proibisce d'insegnare nell'Università. Ramo è così costretto all'insegnamento privato fino a quando Enrico II, nel 1551, revoca le censure del suo predecessore e gli assegna la cattedra di filosofia ed eloquenza al Collegio di Francia, ma l'ostilità dei colleghi lo costringe ad abbandonare nuovamente l'insegnamento e a trovare ospitalità presso il principe di Condé.
Nel 1561 aderisce apertamente al calvinismo e si sottrae all'ostilità degli accademici parigini e alle turbolenze religiose in corso in Francia con lunghi viaggi a Ginevra, Losanna e Heidelberg. Nel 1570, in una tregua dei conflitti religiosi, torna a insegnare a Parigi ma viene ucciso dai sicari del cattolico duca di Guisa nella tragica notte di San Bartolomeo.

## Pensiero
Il problema posto da Ramo è quello dell'instaurazione di un nuovo metodo dialettico, avendo ritenuto insufficiente quello aristotelico e scolastico. Il suo metodo — l'ars disserendi, l'arte del ragionamento — si compone dell'«invenzione», che è la ricerca degli argomenti per risolvere una determinata questione, e la «disposizione» degli stessi in modo efficace, secondo una successione razionale.
Poiché il pensiero si forma esattamente come si forma il linguaggio, in modo spontaneo e non seguendo regole imposte artificialmente dall'esterno, dal momento che esso risponde a una legge naturale unica e valida per qualunque materia, si tratta di studiare la morfologia e la sintassi delle lingue, e a questo scopo Ramo studiò il francese, il latino e il greco.
Il metodo di Ramo s'impose nell'Università di Cambridge dal 1580 e, per la sua natura antiaristotelica, favorì la ripresa degli studi platonici, ed è in generale alla base dello sviluppo del razionalismo in Francia.

## Opere
- Aristotelicae Animadversiones — Dialecticae institutiones, Parigi, 1543
- Brutinae Quaestiones, Parigi 1549
- Rhetoricae Distinctiones in Quintilianum, Parigi 1549
- Pro Philosophica Parisiensis Academiae disciplina oratio, Parigi 1551
- Dialectique, Parigi 1555 (prima edizione Aristotelicae Animadversiones — Dialecticae institutiones, Parigi, 1543; ristampa con introduzione di Wilhelm Risse, Stuttgart-Bad Cannstatt 1964)
- (LA) Arithmeticae libri tres, Parisiis, Andreas Wechel, 1557.
  - (LA) Arithmetica, Basileae, Eusebius Episcopius, Nikolaus Episcopius, 1569.

- Gramère, Parigi 1562
- Scholarum physicarum libri octo, Parigi 1566
- Scholae in liberales artes, Basilea 1569
- Defensio pro Aristotele adversus Jacobum Schecium, Losanna 1571
- Grammaire de Pierre de la Ramée, lecteur du Roi en l'Université de Paris, Parigi 1572
- Collectaneae, praefationes, epistolae, orationes, Parigi 1577
- Commentarii de religione christiana, Francoforte 1577
- Scholae in tres primas liberales artes. Dialecticae, Animadversiones in Organum Aristotelis, Grammaticae, Rethoricae, Francoforte 1581-1594
- Ramae scholae et defensio Petri Rami contra Georgici Liebleri calumnias, Basilea 1582